# (242) Kriemhild
(242) Kriemhild – planetoida z pasa głównego asteroid okrążająca Słońce w ciągu 4 lat i 309 dni w średniej odległości 2,86 j.a. Została odkryta 22 września 1884 roku w Obserwatorium Uniwersyteckim w Wiedniu przez Johanna Palisę. Nazwa planetoidy pochodzi od mitycznej germańskiej księżniczki, częściej zwanej Gudrun.